# ニック・キャッスル
ニック・キャッスル（Nick Castle,  1947年9月21日 - ）は、アメリカ合衆国の映画監督、脚本家、俳優である。

## 来歴
1947年、カリフォルニア州ロサンゼルスに生まれる。父親のNicholas Charles Castle Sr.も業界人で数々のミュージカル映画の振付師などを担当した。USC School of Cinematic Artsで映画を学んだ。現在では俳優、映画監督、脚本家と、多様な才能を発揮している。俳優としての出演作品は少ないが、うち3本はジョン・カーペンター監督の映画で、特にファンの間では同監督の出世作『ハロウィン』に登場するマイケル・マイヤーズ役で知られている。また『ニューヨーク1997』では脚本も手がけている。
役者以外では1991年にスティーヴン・スピルバーグ監督、ロビン・ウィリアムズ主演で製作されたファンタジー映画『フック』では原案を担当した他、2007年の『奇跡のシンフォニー』でも同様に原案も務めている。2001年に監督したアントン・イェルチン主演の『Delivering Milo』はブリュッセル国際ファンタスティック映画祭などで賞を獲得した。

## 出演作品

### 映画
- ダーク・スター Dark Star (1974)
- ハロウィン Halloween (1978)
- ニューヨーク1997 Escape from New York (1981)
- ミリィ/ 少年は空を飛んだ The Boy Who Could Fly (1986)
- ハロウィン Halloween (2018)
- ハロウィン KILLS Halloween Kills (2021)
- ハロウィン THE END Halloween Ends (2023)

## 監督作品

### 映画
- 暗殺遊戯/ キャンパスは凶弾のデスマッチ Tag: The Assassination Game (1982)
- スター・ファイター The Last Starfighter (1984)
- ミリィ/少年は空を飛んだ The Boy Who Could Fly (1986)
- タップ Tap (1989)
- わんぱくデニス Dennis the Menace (1993)
- デイモン・ウェイアンズはメジャー・ペイン Major Payne (1996)
- ミスター・クレイジー 殺したい男 Mr. Wrong (1996)
- Delivering Milo (2001)
- ハイテクサンタがやってきた 'Twas the Night (2001) ※テレビ映画
- The Seat Filler (2004)
- MID ミッション・イン・ザ・ダーク Connors' War (2006) ※ビデオ作品

### テレビドラマ
- 世にも不思議なアメージング・ストーリー / 『ひみつの蘭ちゃん』The 21 Inch Sun (1987)

## 脚本・その他

### 映画
- The Resurrection of Broncho Billy (1970) ※短編
- Skatetown, U.S.A. (1979) ※原案・脚色
- Pray TV (1980)
- ニューヨーク1997 Escape from New York (1981)
- 暗殺遊戯/ キャンパスは凶弾のデスマッチ Tag: The Assassination Game (1982)
- ミリィ/少年は空を飛んだ The Boy Who Could Fly (1986)
- タップ Tap (1989)
- Shangri-La Plaza (1990) ※テレビ映画
- フック Hook (1991) ※脚色
- エスケープ・フロム・L.A. Escape from L.A. (1996) ※キャラクター原案
- 奇跡のシンフォニー August Rush (2007) ※原案・脚本